# Meliolaceae
Meliolaceae es una familia de hongos en el orden Meliolales. Poseen una distribución mayormente tropical, las especies en esta familia son biotróficas sobre hojas y tallos de plantas. A pesar de ello, la mayoría de las especies no producen daños de magnitud a la planta hospedadora, y por ello no se les considera tengan importancia económica.

## Géneros
Los siguientes géneros se encuentran en la familia Melioceae, según el 2007 Outline of Ascomycota. Según se indica, la ubicación de varios géneros es tentativa y se requiere de análisis moleculares adicionales para determinar sus relaciones con otros taxones en la familia.
- Amazonia
- Appendiculella
- Asteridiella
- Ceratospermopsis
- Cryptomeliola
- Ectendomeliola
- Endomeliola
- Haraea
- Hypasteridium – ubicación incierta
- Irenopsis
- Laeviomeliola
- Leptascospora
- Meliola
- Metasteridium –ubicación incierta
- Ophiociliomyces
- Ophioirenina
- Ophiomeliola – ubicación incierta
- Parasteridium – ubicación incierta
- Pauahia
- Pleomeliola – ubicación incierta
- Pleomerium
- Prataprajella
- Ticomyces
- Urupe
- Xenostigme – ubicación incierta